# Rhinogobius delicatus
Rhinogobius delicatus är en fiskart som beskrevs av Chen och Shao, 1996. Rhinogobius delicatus ingår i släktet Rhinogobius och familjen smörbultsfiskar. Inga underarter finns listade i Catalogue of Life.